# Brighton (Illinois)
Brighton ist ein Village im Westen des US-amerikanischen Bundesstaates Illinois. Der Ort liegt zum größten Teil im Macoupin County und zu einem kleineren Teil im Jersey County. Das U.S. Census Bureau hat bei der Volkszählung 2020 eine Einwohnerzahl von 2.221 ermittelt.
Brighton liegt im Metro-East genannten östlichen Teil der Metropolregion Greater St. Louis um die Stadt St. Louis im benachbarten Missouri.

## Geografie
Brighton liegt auf 39°02'22" nördlicher Breite und 90°08'23" westlicher Länge. Die Stadt erstreckt sich über eine Fläche von 4,2 km², die fast ausschließlich aus Landfläche besteht.
Durch Brighton führen auf einer gemeinsamen Strecke die Illinois State Route 111 und die Illinois State Route 267 sowie eine Bahnlinie der BNSF Railway.
Nach St. Louis sind es 53 km in südsüdöstlicher Richtung. Springfield, die Hauptstadt von Illinois, liegt 114 km im Nordosten.

## Geschichte
Brighton wurde im frühen 19. Jahrhundert gegründet, als Siedler begannen, Prärieland in Farmland umzuwandeln. Eine Poststation wurde 1837 eröffnet, 1869 wurde die Siedlung zur Stadt erhoben. Brighton ist auch für sein historisches Museum bekannt.
Im Zentrum der Stadt lag ein Kriegsgefangenenlager der Unionsarmee für gefangene Angehörige der Südstaatenarmee.

## Demografische Daten
Bei der Volkszählung im Jahre 2000 wurde eine Einwohnerzahl von 2196 ermittelt. Diese verteilten sich auf 816 Haushalte in 608 Familien. Die Bevölkerungsdichte lag bei 526,6/km². Es gab 855 Gebäude, was einer Bebauungsdichte von 205,0/km² entspricht.
Die Bevölkerung bestand im Jahre 2000 aus 98,41 % Weißen, 0,05 % Afroamerikanern, 0,05 % Indianern, 0,46 % Asiaten und 1,19 % anderen. 1,20 % gaben an, von mindestens zwei dieser Gruppen abzustammen. 1,09 % der Bevölkerung bestand aus Hispanics, die verschiedenen der genannten Gruppen angehörten.
26,6 % waren unter 18 Jahren, 8,4 % zwischen 18 und 24, 28,4 % von 25 bis 44, 22,1 % von 45 bis 64 und 14,5 % 65 und älter. Das durchschnittliche Alter lag bei 36 Jahren. Auf 100 Frauen kamen statistisch 93,5 Männer, bei den über 18-Jährigen 87,0.
Das durchschnittliche Einkommen pro Haushalt betrug $38.750, das durchschnittliche Familieneinkommen $43.167. Das Einkommen der Männer lag durchschnittlich bei $37.150, das der Frauen bei $23.616. Das Pro-Kopf-Einkommen belief sich auf $16.453. Rund 6,8 % der Familien und 6,5 % der Gesamtbevölkerung lagen mit ihrem Einkommen unter der Armutsgrenze.